# Halowe Mistrzostwa Świata w Lekkoatletyce 1999 – bieg na 60 m przez płotki kobiet
Bieg na 60 m przez płotki kobiet – jedna z konkurencji rozgrywanych podczas halowych mistrzostw świata w lekkoatletyce w 1999. Eliminacje i finał odbyły się 5 marca.
Do eliminacji zgłoszonych zostało 19 zawodniczek z 15 państw.
Zawody w tej konkurencji wygrała reprezentantka Kazachstanu Olga Szyszygina. Drugą pozycję zajęła zawodniczka z Nigerii Glory Alozie, trzecią zaś reprezentująca Kanadę Keturah Anderson.

## Wyniki

### Eliminacje
Źródło: 
Bieg 1
| Miejsce | Zawodniczka           | Państwo           | Wynik | Uwagi |
| ------- | --------------------- | ----------------- | ----- | ----- |
| 1.      | Melissa Morrison      | Stany Zjednoczone | 7,95  |       |
| 2.      | Glory Alozie          | Nigeria           | 7,98  |       |
| 3.      | Gillian Russell       | Jamajka           | 8,06  |       |
| 4.      | María José Mardomingo | Hiszpania         | 8,17  | SB    |
| 5.      | Diane Allahgreen      | Wielka Brytania   | 8,25  | SB    |
| 6.      | Maryline Troonen      | Belgia            | 8,47  |       |

Bieg 2
| Miejsce | Zawodniczka            | Państwo         | Wynik | Uwagi |
| ------- | ---------------------- | --------------- | ----- | ----- |
| 1.      | Brigita Bukovec        | Słowenia        | 8,04  |       |
| 2.      | Irina Korotia          | Rosja           | 8,04  |       |
| 3.      | Dionne Rose            | Jamajka         | 8,05  |       |
| 4.      | Nicole Ramalalanirina  | Francja         | 8,06  |       |
| 5.      | Feng Yun               | Chiny           | 8,14  |       |
| 6.      | Keri Maddox            | Wielka Brytania | 8,17  | PB    |
| 7.      | Anna Leszczyńska-Łazor | Polska          | 8,22  |       |

Bieg 3
| Miejsce | Zawodniczka           | Państwo                      | Wynik | Uwagi |
| ------- | --------------------- | ---------------------------- | ----- | ----- |
| 1.      | Olga Szyszygina       | Kazachstan                   | 7,89  |       |
| 2.      | Keturah Anderson      | Kanada                       | 7,90  | NR    |
| 3.      | Linda Ferga           | Francja                      | 8,00  |       |
| 4.      | Cheryl Dickey         | Stany Zjednoczone            | 8,07  |       |
| 5.      | Yvonne Kanazawa       | Japonia                      | 8,12  | NR    |
| 6.      | Maria-Joëlle Conjungo | Republika Środkowoafrykańska | 8,65  |       |

### Finał
Źródło: 
| Miejsce | Zawodniczka      | Państwo           | Wynik | Uwagi |
| ------- | ---------------- | ----------------- | ----- | ----- |
| 01 !    | Olga Szyszygina  | Kazachstan        | 7,86  |       |
| 02 !    | Glory Alozie     | Nigeria           | 7,87  |       |
| 03 !    | Keturah Anderson | Kanada            | 7,90  | NR    |
| 4.      | Brigita Bukovec  | Słowenia          | 7,92  |       |
| 5.      | Linda Ferga      | Francja           | 7,95  | PB    |
| 6.      | Melissa Morrison | Stany Zjednoczone | 7,97  |       |
| 7.      | Dionne Rose      | Jamajka           | 8,05  |       |
| 8.      | Irina Korotia    | Rosja             | 8,09  |       |